# Carl Freiherr von Langen
Carl Freiherr von Langen   (Klein Belitz, 25 de juliol de 1887 - Potsdam, 2 d'agost de 1934) va ser un genet alemany que va competir durant la dècada de 1920.
El 1928 va prendre part en els Jocs Olímpics d'Amsterdam, on va disputar quatre proves del programa d'hípica. Va guanyar la medalla d'or en les proves de doma per equips i doma individual amb el cavall  Draufgänger, mentre en les proves de salts d'obstacles per equips i salts d'obstacles individual fou setè i vint-i-vuitè respectivament amb el cavall Falkner.
Militar de carrera, durant la Primera Guerra Mundial va ser ferit greument i posteriorment començà la seva carrera com a genet. Durant la tardor de 1930, abans que el partit nazi fos un partit de masses, Langen s'afilià a la Sturmabteilung. Després de la seva mort, fruit d'una caiguda durant una competició militar, va ser considerat un símbol alemany pel servei de propaganda nazi. El 1941 van recrear la seva vida en una pel·lícula, … reitet für Deutschland, que el 1944 Joseph Goebbels considerà d'"importància nacional".